# Genadi A. Alibabjan
Genadi Artawasdi Alibabajan (armenisch Գենադի Արտավազդի Ալիբաբյան; * 12. Februar 1961 in Ghuse Tschartar, Provinz Martuni) ist Abgeordneter der Nationalversammlung der Republik Arzach.

## Leben und Karriere
Genadi Alibabajan wurde am 12. Februar 1961 in dem Dorf Ghuse Tschartar in Martuni geboren. Seine schulische Ausbildung beendete er 1978 und studierte danach am Staatlichen Institut für Volkswirtschaft in Jerewan. Im Anschluss diente er von 1985 bis 1987 in der Sowjetarmee und übernahm im gleichen Jahr den Staatssicherheitsdienst in Martuni und führte diesen bis 1991.
Von 1992 bis 1996 diente Alibabajan in der Verteidigungsarmee der Republik Bergkarabach und nahm an den Verteidigungskämpfen als Bataillonsadjutant teil. In den Wahlen der Landgemeinde Ghuze Tschartar wurde er in den Jahren von 1997 bis 2000 jeweils zum Vorsitzenden gewählt. Bei den Wahlen zur dritten Nationalversammlung wurde er zum Abgeordnete gewählt.
2007 wurde er bei den Nachwahlen zur Nationalversammlung nach Verhältniswahl durch die Parteiliste „Freie Heimat“ als Abgeordneter gewählt. Am 23. Mai 2010 wurde er bei den Wahlen zur fünften Nationalversammlung nach Verhältniswahl durch die Parteiliste „Freie Heimat“ als Abgeordnete gewählt.
Genadi Alibabajan ist verheiratet und hat drei Kinder.